# Demarius Bolds
Demarius Armond Bolds (East St. Louis, 6 maggio 1984) è un cestista statunitense.